# Hip hop coreano
O Hip hop coreano também conhecido como K-hip hop, é um subgênero da cena hip hop da Coreia do Sul. Se originou no final dos anos oitenta e início dos anos noventa e desde então, tornou-se cada vez mais popular no país. Em 2016, a Korea Foundation citou o hip hop coreano como uma nova tendência da onda coreana.
Além da música, a cultura hip hop da Coreia inclui uma vibrante cena de b-boying.

## História

### 1980-1990: Origens doHip hopcoreano
O Hip hop surgiu no país no fim dos anos oitenta e início nos anos noventa, após o fim do regime militar e o afrouxamento da censura na música popular. A realização dos Jogos Olímpicos de Seul em 1988, atraiu a chega de estilos musicais como o hip hop, rap e R&B através da diáspora coreana. A canção "Kim Sat-gat" de 1989 do músico de rock Hong Seo-beom, é creditada como a primeira música pop coreana a conter rap. No ano seguinte, Hyun Jin-young, lançou seu álbum de estreia New Dance, sendo considerado o primeiro artista de hip hop coreano.

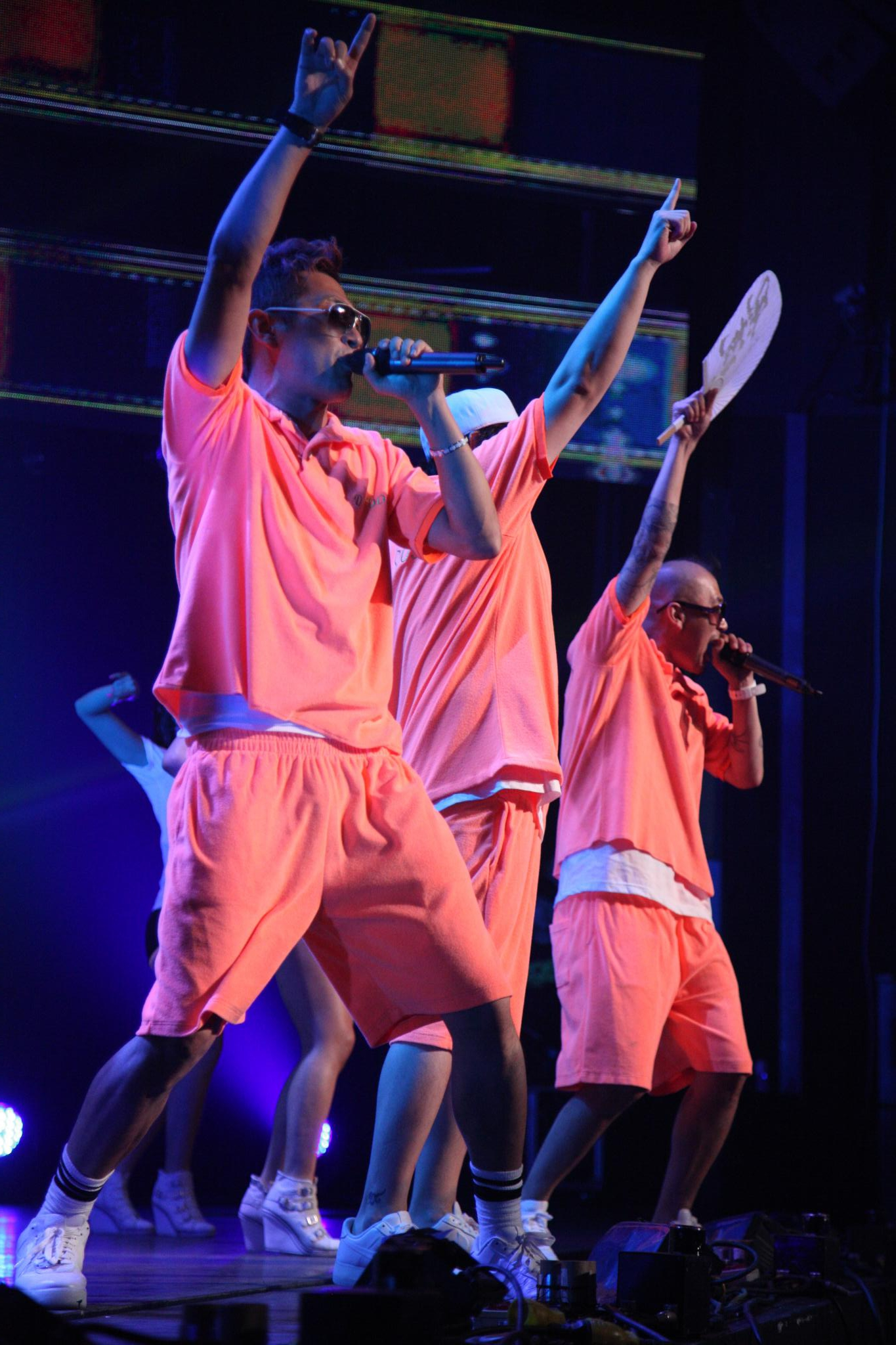
DJ DOC apresentando-se no Cyworld Dream Music Festival em 2011.

A estreia do grupo Seo Taiji and Boys com a canção "Nan Arayo" em 1992, trouxe um marco a música popular coreana, o grupo incorporou o estilo estadunidense de hip hop e R&B em sua música, tornando-se um movimento tão influente, que são considerados os criadores do K-pop moderno, além disso, sua intensa popularidade abriu caminho para a entrada de artistas pop e de hip hop na Coreia do Sul. Outros grupos populares que ajudaram a disseminar o hip hop no mercado mainstream coreano no início dos anos noventa incluem Deux e DJ DOC.

### 1990-2010: Popularidade nomainstreame inovação nounderground
A cena hip hop coreana cresceu consideravelmente no fim dos anos 90 e início dos anos 2000, o que se deve em grande parte, à crescente cena do hip hop em clubes e à influência da internet. Enquanto grupos de K-pop continuaram a incorporar rap em suas canções, esse período também viu o surgimento de grupos de hip hop, especialmente Drunken Tiger, considerado o "primeiro grupo de hip hop realmente bem sucedido comercialmente" na Coreia do Sul. Seu single "Good Life" liderou as paradas do país em 2001, apesar do grupo ser considerado controverso devido à natureza explícita de suas canções. A dupla Jinusean que assinou contrato com a então nova gravadora do ex-membro do Seo Taiji and Boys, Yang Hyun-suk, também destacou-se, encontrando êxito durante o período com suas canções "Tell Me" e "A-Yo", entre outras.
Ainda em 2001, o então rapper underground Verbal Jint lançou seu primeiro EP, Modern Rhymes, onde introduziu uma inovação no hip hop coreano: as rimas. Antes disso, o hip hop coreano não tinha rimas porque era visto como muito difícil devido à estrutura gramatical da língua coreana. O método de Verbal Jint para a criação de rimas foi amplamente adotado por outros artistas. A dupla de rap Garion também causou impacto na comunidade underground com seu álbum de estreia auto-intitulado em 2004, tornando-se notável por ser inteiramente em coreano.
Mais artistas coreanos de hip hop obtiveram popularidade e êxito comercial na década de 2000. O álbum de 2004 da dupla Dynamic Duo, Taxi Driver, vendeu mais de meio milhão de cópias, tornando-se o álbum de hip hop coreano mais vendido de todos os tempos na época. O grupo Epik High liderou paradas musicais na Coreia do Sul e Japão em meados dos anos 2000 e alcançou o primeiro lugar na Billboard World Albums Chart com seu álbum de 2014, Shoebox.

### 2010-presente:Show Me The Moneye popularidade internacional
Durante o início da década de 2010, o hip hop coreano continuou a se expandir, o álbum da dupla de rap Leessang, Asura Balbalta, liderou as paradas coreanas com apenas uma hora de lançamento em 2011, com todas as músicas do álbum sendo incluídas no top 10 de várias paradas musicais em tempo real. Em 2012, o perfil do hip hop coreano foi novamente intensificado com a estreia do programa de televisão, Show Me The Money, que apresenta rappers underground e mainstream, o mesmo é creditado como o responsável pelo aumento da popularidade do hip hop no país. O interesse pelo programa se espalhou desde então, com os rappers que participaram de sua quarta temporada se apresentando nos Estados Unidos em 2015. No mesmo ano, o programa Unpretty Rapstar centrado em rappers femininas, foi lançado como um spin-off do Show Me the Money. Além disso, o grupo Epik High realizou uma turnê pela América do Norte, tocando no festival de música e cinema estadunidense   SXSW, antes de tornar-se o primeiro grande grupo coreano a se apresentar no festival Coachella no ano seguinte.
A incorporação do gênero trap ao hip hop coreano, tornou-se um fator importante para o seu sucesso crescente no exterior. Apesar de ser menos popular em sua terra natal, o rapper Keith Ape tornou-se uma sensação em 2015 com sua canção "It G Ma". A canção foi creditada por ajudar na expansão de público do hip hop coreano no exterior. Em 2016, a Korea Foundation citou o hip hop coreano como uma nova tendência da onda coreana, um termo comumente utilizado para se referir à recente disseminação da cultura pop coreana em todo o mundo. No início de 2017, a primeira premiação de hip hop coreano, foi oferecido por duas das maiores revistas eletrônicas do país: HipHopLE e Hiphopplaya. Em 20 de julho do mesmo ano, Jay Park tornou-se oficialmente parte da gravadora Roc Nation do rapper estadunidense Jay-Z.